# Aušrinė Armonaitė
Aušrinė Armonaitė (Vílnius, Lituània, 26 de maig de 1989) és una política liberal lituana.
Fou membre del Seimas a Lituània des de les eleccions legislatives lituanes de 2016. El 2019 fou nomenada presidenta del Partit de la Llibertat però el 3 de novembre de 2024 va anunciar la seva dimissió com a líder del partit després que aquest no va aconseguir cap escó en les eleccions legislatives lituanes de 2024.